# 파이나호
MV 파이나호(MV Faina, 우크라이나어: Фаїна)는 벨리즈 선적의 차량 수송 전문 화물선이다. 파나마 시티에 본사를 둔 워터룩스 AG(Waterlux AG)라는 우크라이나 회사가 소유하고 있다. 2008년 9월 25일, 파이나호는 소말리아의 해적들에게 피랍당했다. 이는 2008년 들어 26번째 피랍사건이다. 피랍 당시 파이나호의 선원들은 우크라이나인 17명, 러시아인 3명, 라트비아인 1명이다. 여기에는 14살의 어린 선원도 포함되어 있었다. 파이나호의 선임 항해사 Viktor Nikolsky는 9월 28일 러시아인 선장 Vladimir Kolobkov가 고혈압으로 사망했다고 밝혔다.

## 피랍 사건

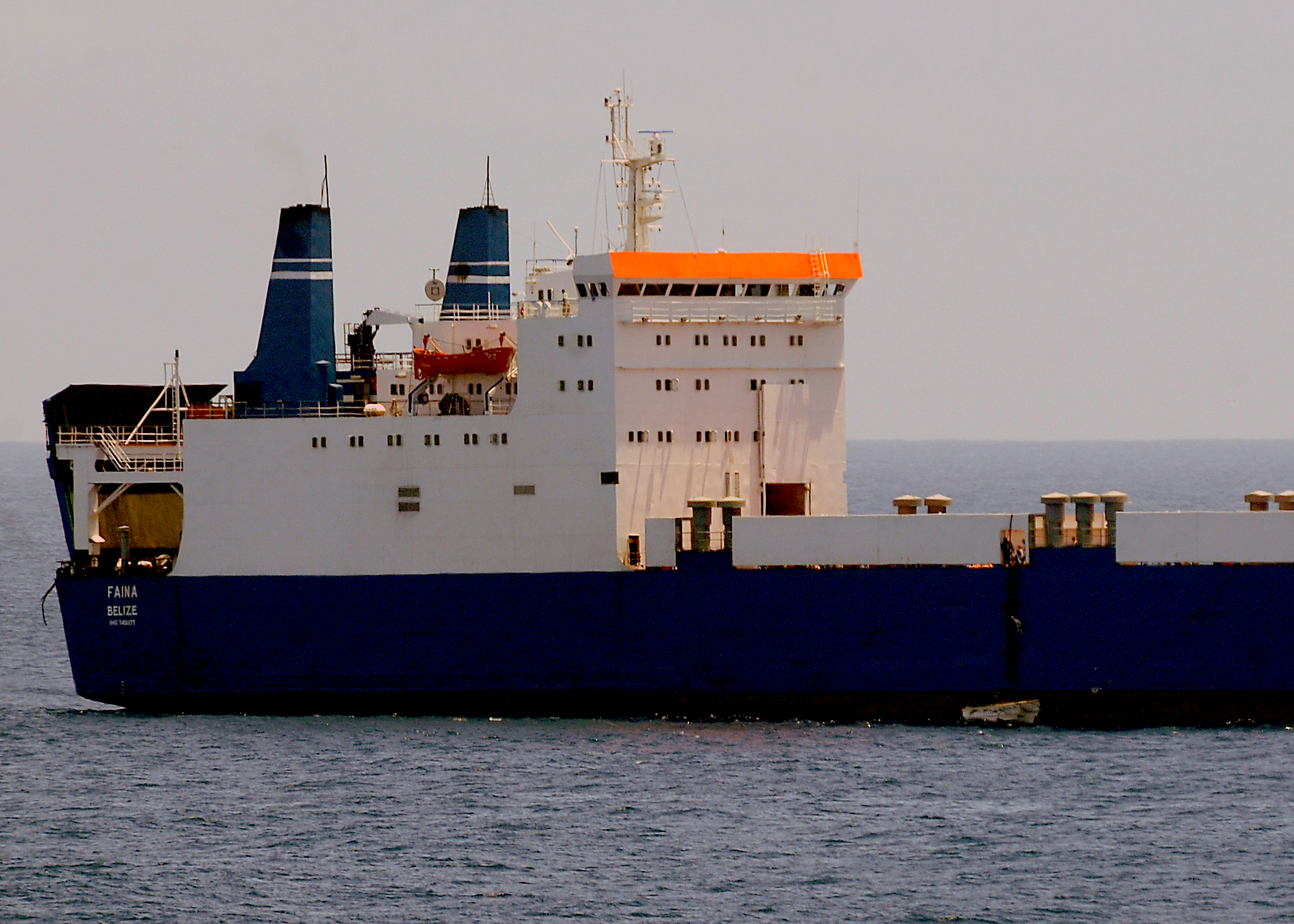
미해군 함정 벨라 걸프호에서 바라본 파이나호

2008년 9월 25일, 파이나호는 거의 50명에 달하는 소말리아 해적들로부터 피랍당했다. 피랍 당시 파이나호는 우크라이나에서 케냐 몸바사로 항해중이었고, 3000만 달러어치의 러시아제 T-72 전차 33대, 대전차무기인 RPG(rocket-propelled grenade)와 대공 무기, 열화우라늄탄 등의 탄약을 적재하고 있었다. 해적들은 피랍 당시 이 배에 무엇이 실려 있는지 몰랐다고 주장하고 있다. 그러나 해적들은 배 안에 있던 문서를 증거로, 파이나호는 케냐가 아닌 수단 주바(Juba)로 향하고 있었다고 주장했다. 이는 서방 외교관들과 같은 의견으로 수단 정부 반군이 구입한 무기들로 케냐를 경유해 수단으로 가고 있었다고 한다.
해적들은 선원들의 몸값으로 2억 달러를 요구했으며, 자신들이 공격을 받게되면 죽음을 불사하고 싸우겠다고 주장했다. 몸값은 처음엔 3.5억 달러였으나 2억 달러로 낮췄다. 해적들은 해적의 천국으로 불리는 소말리아 에일(Eyl)항으로 배를 옮겨 일부 화물을 하역하려는 생각이었다. 해적들의 대변인으로 알려진 Sugule Ali는 "우리는 충분한 양의 음식을 모든 인질들에게 공급하고 있고, 우리를 포함 모두 건강하다." 라고 파이나호 선상에서 주장했다.
미국 해군의 타이콘데로가급 이지스 순양함 하워드호는 파이나호에서 1 마일가량 떨어진 곳에 정박해 선적된 무기들의 이동 등을 감시하였다. 10월 3일에는 6대의 미군 함정이 파이나호를 둘러싸기 시작했고, 러시아 해군의 프리킷함도 9월 27일에 급파되었다.
미군 헬리콥터와 비행기 등이 파이나호 주변 상공을 비행했고, 인도양 연안과 소말리아 해역 미군 함정들은 파이나호가 정박된 곳으로부터 이동할 수 없도록 해상 봉쇄를 하였다.

### 세계 각국의 반응
러시아, 소말리아, 우크라이나, 영국, 미국은 파이나호를 되찾는 일에 협력하기로 했다. 케냐 정부는 해적들과의 협상은 없을 것이라고 했다.

### 석방
2009년 2월 5일 파이나호를 납치했던 해적들에게 모두 320만 달러를 지불하고 파이나호는 미국 해군의 호위를 받으며 케냐 몸바사 항으로 이동했다.

## 같이 보기
- 마부노호 소말리아 피랍 사건
- 대홍단호